# Acanthohaustorius pansus
Acanthohaustorius pansus är en kräftdjursart som beskrevs av Thomas och J. L. Barnard 1984. Acanthohaustorius pansus ingår i släktet Acanthohaustorius och familjen Haustoriidae. Inga underarter finns listade i Catalogue of Life.